# Trnjava
Trnjava je eno izmed večjih naselji v Občini Lukovica. Vas naj bi dobila ime po osnovi trn. Domačini pa menijo, da po trdnjavi, ki naj bi bila v starih časih varovala potnike pred roparji.
Nahaja se ob štajerski avtocesti, katera jo tudi preči. Leži v manjši dolini, ki ima obliko črke T. Skozi njo se vije manjši potok Zlatopoljiščica, ki se skupaj s potokom Drtijščica prav tu izliva v reko Radomljo. Trnjava ima tudi manjši ribnik imenovan Kroharjev bajer.
Zanimivost v bližini:
Gradiško jezero
V Trnjavi že od leta 2006 deluje Športno konjeniško društvo Bregar.